# Bilaua
Bilaua is een nagar panchayat (plaats) in het district Gwalior van de Indiase staat Madhya Pradesh. 

## Demografie
Volgens de Indiase volkstelling van 2001 wonen er 11.522 mensen in Bilaua, waarvan 53% mannelijk en 47% vrouwelijk is. De plaats heeft een alfabetiseringsgraad van 55%. 